# Liste der Bischöfe von Koper
Die folgenden Personen waren Bischöfe von Koper bzw. Capodistria (Slowenien):
- 524 Heiliger Nazario
- 557 Massimiano
- 667 Agatone
- 719 Antonio
- 745 Johann I.
- 776 Senatore
- 803 Theodor
- 851 Nazario
- 900 Lorenz
- 932 Johann II.
- 963 Thomas
- 1184 Aldegiro (Aldegario)
- 1216 Vretemaro
- 1220 Beato Assa1one
- 1245 Corrado
- 1268 Bonaccorso
- 1270 Azzone
- 1275 Papone
- 1279 Buono Azzone
- 1291 Vitale
- 1295 Simone
- 1301 Pietro Manolesso
- 1317 Tommaso Contarini
- 1320 Ugone
- 1335 Marco Semitecolo
- 1347 Orso Delfino
- 1364 Lodovido Morosini
- 1390 Giovanni Loredan
- 1411 Cristoforo Zeno
- 1420 Geremia Pola
- 1424 Martino de Bemardi
- 1428 Francesco di Biondo
- 1448 Paolo
- 1448 Gabriele de’ Gabrielli
- 1471 Pietro Bagnacavallo
- 1474 Simone Vosichdi Montona
- 1482 Giacomo Valaresso
- 1503 Bartolomeo Assonica
- 1529 Defendo Valvassori
- 1536 Pier Paolo Vergerio
- 1549 Tommaso Stella
- 1566 Adriano Beretti Valentico
- 1572 Antonio Elio
- 1576 Giovanni Ingenerio
- 1600 Girolamo Contarini
- 1620 Girolamo Rusca
- 1630 Pietro Morari
- 1653 Baldassare Bonifacio Corneani
- 1660 Francesco Zeno
- 1684 Pietro Antonio Delfin
- 1686 Paolo Naldini
- 1713 Antonio Maria Graf de Borromeo
- 1733 Agostino Conte Brutti
- 1747 Giovanni Battista Sandi
- 1756 Carlo Graf Camozzo
- 1776 Bonifacio da Ponte
- Das Bistum ist zwischen 1828 und 1977 mit Triest vereint, siehe Bischöfe von Triest-Koper
- Janez Jenko (1977–1987)
- Metod Pirih (1987–2012)
- Jurij Bizjak (2012–2024)
- Peter Štumpf SDB (seit 2024)